# Gmina żydowska w Raciborzu
Żydzi w Raciborzu – ludność żydowska pojawiła się w Raciborzu około XI wieku. Podczas II wojny światowej większość Żydów trafiła do obozów koncentracyjnych, które przeżyli tylko nieliczni. Po zakończeniu wojny niewielu z ocalałych zdecydowało się wrócić do rodzinnego miasta.

## Historia

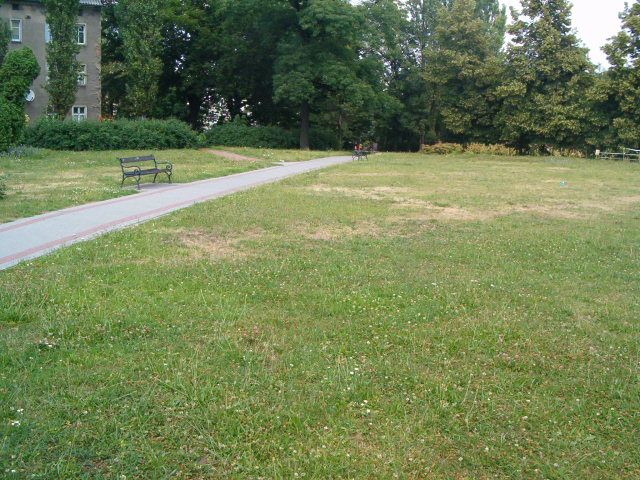
Na tym skwerze znajdowała się synagoga

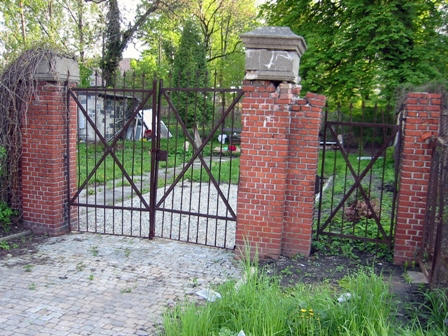
Brama na cmentarz żydowski

Pierwsza, pisemna wzmianka o ludności żydowskiej w Raciborzu pochodzi z drugiej połowy XI w. w postaci notatki jednego z księży franciszkanów ze Starej Wsi (obecnie dzielnica Raciborza), że w miejscu kościoła św. Mikołaja znajdowała się kiedyś bożnica żydowska. Racibórz, do X w., należał do Państwa Wielkomorawskiego, w którym Żydzi mogli swobodnie zamieszkiwać. Ksiądz Augustyn Weltzel wskazuje, że pierwsi raciborscy Żydzi mogli pochodzić z położonego nad dolnym Dunajem państwa Chazarów, a dopiero kilkadziesiąt lat później dołączyli do nich Żydzi pochodzący z Niemiec. Marcus Brann podaje, że w 1367 r. Żydzi zamieszkiwali w Raciborzu ulicę Sukienniczą (obecnie ul. Solna) położoną nieopodal murów miejskich. U zbiegu dzisiejszych ulic: Solnej i Leczniczej (dawniej Żydowskiej – niem. Judengasse) stała pierwsza synagoga, pochodząca wg Weltzela z 1435 r. W 1379 r. Żydzi zamieszkiwali część miasta położoną na zachód od rynku. W XIV w. Raciborzu funkcjonowała gmina żydowska. Raciborscy Żydzi, dzięki handlowi, przemysłowi, gospodarności i zapobiegliwości szybko dorobili się znacznych majątków. Niektórych z nich stać było na udzielanie pożyczek książętom. W starych księgach odnotowano, że w 1380 r. dwaj książęta opawscy Wacław i Przemko pożyczyli od Żyda Salomona z Raciborza 117 grzywien srebra (po 64 grosze każda).
W XVI w. niezadowolenie wśród mieszczan spowodowane bogaceniem się Żydów skutkowało składaniem skarg na śląskich Żydów do władz cesarskich w Wiedniu. Nieprzychylna atmosfera wobec Żydów spowodowała, że miasto Racibórz przyjęło przywilej de non tolerandis Judaeis (o nie tolerowaniu Żydów), uniemożliwiający ludności żydowskiej zamieszkanie w obrębie miasta chrześcijańskiego i zakazujący jej prowadzenia działalności handlowej. 1 stycznia 1510 r. książę raciborski Walentyn Garbaty wydał Żydom nakaz opuszczenia Raciborza. XVII wiek przyniósł poprawę sytuacji ludności żydowskiej na całym Śląsku i złagodzenie surowego prawa, a w 1713 r. ogłoszono nowe prawo, na mocy którego Żydzi śląscy mogli żyć i pracować bezpiecznie, pod warunkiem, że płacili tak zwane pogłowne. Obowiązywały dwie stawki: podstawowa, jeśli Żyd posiadał własną posesję i w podwójnej wysokości, gdy nie posiadał nieruchomości. Oprócz tego, ciążyły na nich inne podatki, np. podatek tolerancyjny opłacany przez każdego członka gminy żydowskiej. Nadano im wtedy bardzo ważny przywilej, czyli wolność handlu domokrążnego z wyjątkiem terenu miast: Prudnika, Głubczyc, Raciborza, Koźla, Opola i Nysy. W 1791 r. śląscy Żydzi musieli przybrać nazwiska, co pomogło w asymilacji z resztą ludności. W 1798 r. cech raciborskich guzikarzy odnotował, że przyjął na członka Michała Neissera wyznania mojżeszowego. W tym czasie, wg kronikarzy, w mieście było już około 30 domów należących do Żydów. Pod koniec XVIII w., kiedy sporządzono pierwszy oficjalny spis ludności, w Raciborzu mieszkało 17 Żydów. W tamtym czasie obszar miasta ograniczał się do obecnego centrum, a wyznawcy religii mojżeszowej zamieszkiwali obszary podmiejskie, głównie Ostróg. Gmina ostrowska musiała być liczna, o czym świadczy wybudowanie synagogi lub domu modlitwy z mykwą w 1786 r. w pobliżu miasta. W 1847 r. liczba ludności żydowskiej w Raciborzu wzrosła do 777 osób, a w 1872 r. powiększyła się do 1,2 tys. ludzi, u schyłku XIX w. wynosiła już 1,5 tys. Wzrost liczby ludności był wynikiem migracji Żydów z Królestwa Kongresowego na przygraniczne tereny niemieckie spowodowanej prześladowaniami w Rosji i dobrymi warunkami prowadzenia biznesu i osiedlania się w Prusach. W tamtym czasie połowę fabryk działających w Raciborzu prowadzili Żydzi, kupowali też okoliczne majątki, jak wynika z relacji Nowin Raciborskich z 1889 r. Kilka majątków wokół Raciborza było własnością rodziny sławnych na świecie Rothschildów, do których należała sieć banków o międzynarodowym zasięgu. W 1860 r., dzięki staraniom inspektora lasów Exnelera z Szylerzowic, baron Anselm von Rothschild podarował Królewsko-Ewangelickiemu Gimnazjum w Raciborzu mumię Egipcjanki, która do dziś jest ozdobą zbiorów tutejszego Muzeum. Do Rothschildów należały dobra szylerzowickie i XVII-wieczny zamek w Chałupkach. Nad wejściem do niego do dziś zachował się wspaniały kartusz herbowy rodu.

## XX wiek
Po plebiscycie na Górnym Śląsku, który odbył się 20 marca 1921 r., Racibórz pozostał w Niemczech. Po dojściu Adolfa Hitlera do władzy sytuacja Żydów systematycznie się pogarszała. 1 kwietnia 1933 r. w Raciborzu, podobnie, jak w całych Niemczech przeprowadzono bojkot Żydów i przed żydowskimi sklepami, kancelariami żydowskich adwokatów, czy lekarzy wystawiono posterunki umundurowanych funkcjonariuszy bojówek SA, żeby odstraszać klientów, który odwołano na skutek interwencji międzynarodowej. 14 lutego 1934 r. w Raciborzu powstała żydowska organizacja Stowarzyszenie Młodzieży Niemiecko-Żydowskiej. W nocy z 9 na 10.11.1938 r. doszło do wydarzeń, które przeszły do historii jako Noc Kryształowa (Kristallnacht), czyli pierwszy pogrom Żydów zainicjowany przez niemieckie władze państwowe, podczas którego naziści nadali antysemickim prześladowaniom wyraźnie zorganizowany charakter. Po tych wydarzeniach wielu Żydów opuściło Racibórz wyjeżdżając do Europy zachodniej. Spis ludności z 17 maja 1939 r. odnotował obecność w Raciborzu 309 Żydów. Po wybuchu II wojny światowej Żydów z Raciborza wywieziono do gett w Zagłębiu Dąbrowskim, a następnie do niemieckiego obozu koncentracyjnego Auschwitz-Birkenau, gdzie większość z nich została zamordowana w komorach gazowych. The Encyclopedia of Jewish Life before and during Holocaust podaje, że wywózki z Raciborza do Generalnego Gubernatorstwa rozpoczęły się w lipcu 1942 r.

## Statystyki
- 1832 rok – 376 członków,
- 1847 rok – 777 członków,
- 1872 rok – 1200 członków,
- koniec XIX wieku – ok. 1500 członków